# Occupied City
Occupied City è un film documentario del 2023 diretto e prodotto da Steve McQueen e basato sul romanzo Atlas of an Occupied City, Amsterdam 1940-1945 di Bianca Stigter, moglie del regista. La voce narrante è di Melanie Hyams. Il film è una coproduzione tra Regno Unito, Paesi Bassi e Stati Uniti. Ha avuto la sua prima mondiale al Festival di Cannes 2023 il 17 maggio 2023 come proiezione speciale, dove ha gareggiato per L'Œil d'or.

## Produzione
Nel gennaio 2022, viene confermato che Steve McQueen avrebbe diretto e prodotto il film su Amsterdam sotto l'occupazione nazista durante la seconda guerra mondiale. McQueen ha detto che esiste una versione di 36 ore del documentario e che ha girato tutto ciò che è trattato nel libro Atlas of an Occupied City, Amsterdam 1940-1945 di Bianca Stigter.

## Accoglienza
Il sito web aggregatore di recensioni Rotten Tomatoes ha riportato un punteggio di approvazione del 65% basato su 20 recensioni con una valutazione media di 6,30 / 10. Metacritic ha assegnato al film un punteggio medio ponderato di 74 su 100 basato su 13 critici, indicando "recensioni generalmente favorevoli".